# ハット・スクワッド 帽子の騎士たち
『ハット・スクワッド 帽子の騎士たち』（THE HAT SQUAD） は、アメリカの刑事ドラマ。
アメリカでは1992年9月16日から1993年まで全13話が放映された。
日本では1993年1月6日から4月28日に渡りWOWOWで放映され、その後全国の地上波でも放映され、スーパーチャンネル（現:スーパー!ドラマTV）でも放映された。

## 内容
バディ、ラフィ、マットの3人はそれぞれ幼い頃に両親を殺害され孤児となり、包容力のある警察官のマイクとしっかり者の妻であるキティに引き取られ、3人は兄弟として育てられた。その後、成長した3人は警察官となり、ロサンゼルス警察に設けられた極悪犯罪対策の特捜部特殊部隊である「ハット・スクワッド」に配属されて悪と戦っていく。

## オープニングナレーション
“ケンカばかりしてちゃ、この刑事さんみたいになれないぞ。
彼らはハット・スクワッドといってな。
帽子とダスターコートを正義のシンボルとして悪党どもをやっつけた。
お前たちは家族を殺されて孤児になったが、大人になったらこのハット・スクワッドのように悪と闘って市民を守れ。”
- オープニングナレーション：渡部猛

## 登場人物
バディ・キャパトーサ (Buddy Capatosa)
演：ドン・マイケル・ポール (Don Michael Paul)、吹替：真地勇志
ラファエル・マルティネス [ラフィ] (Rafael Martinez)
演：ネスター・セラーノ (Nestor Serrano)、吹替：堀之紀
マシュー・マセソン (Matthew Matheson)
演：ビリー・ワーロック (Billy Warlock)、吹替：関俊彦
マイク・ラグランド (Mike Ragland)
演：ジェームズ・トールカン (James Tolkan)、吹替：渡部猛
キティ・ラグランド (Kitty Ragland)
演：シャーリー・ダグラス (Shirley Douglas)〈PILOT〉
演：ジャネット・キャロル (Janet Carroll)〈2～〉、吹替：火野カチコ
ダーネル・ジョンソン (Darnell Johnson)
演：ブルース・ロビンス (Bruce Robbins)、吹替：渡辺久美子

## スタッフ
- 製作総指揮 - スティーブン・J・キャネル、ビル・ナス
- 企画 - スティーブン・J・キャネル、ビル・ナス
- 音楽 - マイク・ポスト
- 製作 - スティーブン・J・キャネル プロダクションズ
- 放映 - 米国CBS

## 日本語版スタッフ
- 翻訳 - 松原桂子
- 演出 - 岡本 知
- 調整 - 高橋久義
- 効果 - ヴォックス
- 制作 - グロービジョン

## エピソードリスト
アメリカで放送された順番に記載。
| 各話 | 邦題                   | 原題                                  | 放送日         |
| ---- | ---------------------- | ------------------------------------- | -------------- |
| 1    | L.A.特捜隊 出動!       | PILOT                                 | 1992年9月16日  |
| 2    | 罠に落ちた殺し屋       | "THE WIDOW MAKER"                     | 1992年9月23日  |
| 3    | 地獄への92秒           | "92 SECONDS TO MIDNIGHT"              | 1992年9月30日  |
| 4    | ファミリー･ビジネス    | "FAMILY BUSINESS"                     | 1992年10月28日 |
| 5    | 甦ったフェニックス     | "PHOENIX RISING"                      | 1992年11月4日  |
| 6    | 罠                     | "TEN"                                 | 1992年11月11日 |
| 7    | 葬られた過去           | "REST IN PEACE"                       | 1992年12月9日  |
| 8    | 道楽息子は殺しがお好き | "LIFESTYLES OF THE RICH AND INFAMOUS" | 1993年1月2日   |
| 9    | 麻薬犬を護衛せよ       | "A DOG'S LIFE"                        | 1993年1月9日   |
| 10   | 死刑囚の遺言           | "DEAD MAN WALKING"                    | 1993年1月16日  |
| 11   | マフィアの誤算         | "THE LIQUIDATOR"                      | 1993年1月23日  |
| 12   | 法の目をふさげ         | "FRANKIE STEIN"                       |                |
| 13   | 12人目の被害者         | "THE 12TH VICTIM"                     |                |